# Antje Traue
Antje Traue (18 de Janeiro, 1981, Mittweida, Saxônia) é uma atriz alemã. Ganhou notoriedade ao participar do filme Pandorum em 2009, sendo seu primeiro filme em língua inglesa. Tambem é conhecida por interpretar o papel de Agnes Nielsen na websérie Dark. Ela figura no elenco principal do Filme Man of Steel uma das maiores produções de 2013.
Traue nasceu em Mittweida, na Saxônia, na antiga República Democrática Alemã (Alemanha Oriental). Sua mãe era dançarina e musicista. Traue foi criada falando russo. Ela treinou como uma ginasta competitiva dos seis anos até a adolescência em uma unidade de treinamento de elite. Sua carreira teatral começou quando ela interpretou Joanna d'Arc em uma peça da escola. Aos dezesseis anos, ela ganhou o papel principal no primeiro "Hip Hopera" do International Munich Art Lab (o musical "West End Opera"). Traue excursionou com a produção por quatro anos, aparecendo em palcos em toda a Alemanha, Europa e na cidade de Nova York. Posteriormente, Traue apareceu em vários filmes e filmes de televisão, como Kleinruppin Forever, Berlin am Meer e Phantomschmerz.
Em 2008, Traué foi escolhida para o papel feminino principal no filme Pandorum, um filme de ficção científica / suspense dirigido por Christian Alvart, escrito por Travis Milloy, e estrelado por Dennis Quaid e Ben Foster.
Em 2013, Traue interpretou a vilã Faora no filme Superman Man of Steel. Em preparação para o papel de Faora, Traue passou por um intenso programa de treinamento e dieta de quatro meses.
Em 2015, Traue interpretou Bony Lizzie no filme de ação e fantasia da Universal Pictures, Seventh Son. Ela recebeu aclamação da crítica na Alemanha por retratar o personagem fictício de Giselle Neumayer no filme Der Fall Barschel produzido pela ARD de 2016 e indicações como melhor atriz em produções de TV alemãs para 2016, tanto por seus papéis principais femininos na minissérie de TV "Weinberg "(TNT Productions) e" Berlin 1 "(Sáb 1). Ela já foi escalada em vários filmes alemães e internacionais e produções de TV em papéis principais ou papéis coadjuvantes recorrentes, incluindo o filme 2017 Bye Bye Germany ao lado do ator Moritz Bleibtreu, dirigido por Sam Garbarski, e o episódio piloto da série Amazônia 2017 Oasis. As novas aparições de Traue em 2017 e 2018 incluem a produção da série alemã Netflix, Dark (como Agnes Nielsen), e os filmes alemães Das dritte Sterben, Spielmacher e Ballon.

## Filmografia

### Filmes
| Ano  | Filme               | Personagem            | Notas          |
| ---- | ------------------- | --------------------- | -------------- |
| 2003 | Die Nacht davor     | Franziska Teenstätten | Curta-metragem |
| 2004 | Kleinruppin Forever | Ramona                |                |
| 2006 | Goldjunge           | Manuela               | Curta-metragem |
| 2008 | Berlin am Meer      | Estelle               |                |
| 2009 | Phantom Pain        | Anja                  | Não Creditada. |
| 2009 | Pandorum            | Nadia                 |                |
| 2011 | 5 Days of War       | Zoe                   |                |
| 2012 | Nobel's Last Will   | Kitten                |                |
| 2013 | Man of Steel        | Faora                 |                |
| 2014 | Seventh Son         | Bony Lizzie           | Pós-Produção   |